# Berengarius van Tours

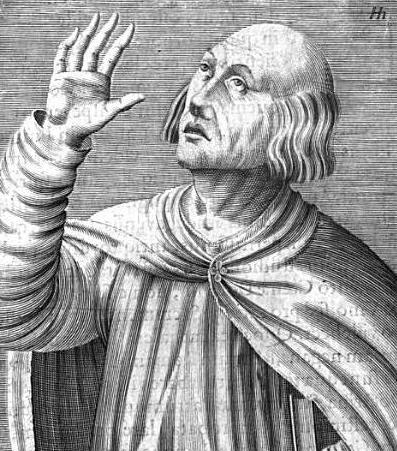
Berengarius van Tours, gravure van Henrik Hondius uit Jacob Verheidens, Praestantium aliquot theologorum(1602)

Berengarius van Tours (ca. 999 - 6 januari 1088) was een Franse 11e-eeuwse theoloog en aartsdeken van Angers.
Beregarius was een geleerde wiens leiderschap van de kathedraalschool van Chartres een voorbeeld van intellectueel onderzoek stelde. Berengarius maakte gebruik van de nieuw leven ingeblazen instrumenten van de dialectiek. Het voorbeeld van de school van Chartres werd spoedig gevolgd door de kathedraalscholen van Laon en Parijs. De scholen betwistten de Kerk het leiderschap over de doctrine van de transsubstantiatie in de eucharistie.

## Leven

### Vroege jaren
Berengarius van Tours werd in de vroege jaren van de 11e eeuw waarschijnlijk in Tours geboren. Hij kreeg zijn opleiding aan de kathedraalschool van bisschop Fulbert van Chartres. Deze school representeerde de traditionele theologie van de vroege middeleeuwen. Berengarius werd in zijn jeugdjaren echter minder tot de pure theologie en meer door seculiere geleerdheid aangetrokken. Hij deed kennis op van de Latijnse literatuur, dialectiek en verkreeg een goede algemene ontwikkeling. Berengarius vertoonde een vrijheid van denken die verrassend was voor zijn tijd. Later in zijn leven heeft hij meer aandacht aan de Bijbel en vroeg-christelijke schrijvers, in het bijzonder Gregorius van Tours en Augustinus van Hippo besteed en kwam hij alsnog tot de formele theologie.
Teruggekeerd naar Tours werd hij kanunnik van de kathedraal. In 1040 werd hij hoofd van de plaatselijke kathedraalschool. Hij verbeterde er de doelmatigheid en trok studenten van heinde en verre aan. Zijn faam verwierf hij zowel door onberispelijk en ascetisch leven als door het succes van zijn school. Zijn reputatie was op een gegeven moment zo groot dat een aantal monniken hem vroeg een boek te schrijven om zo hun geloofsijver aan te wakkeren. Zijn brief aan Joscelin, later aartsbisschop van Bordeaux, die had hem gevraagd om een geschil tussen bisschop Isembert van Poitiers en zijn kapittel te beslissen is een verder bewijs van het gezag dat aan zijn oordeel werd toegeschreven. Hij werd aartsdeken van Angers. Hij genoot op dat moment het vertrouwen van een flink aantal bisschoppen en van de machtige graaf Godfried II van Anjou.